# Dendroplex
Dendroplex là một chi chim trong họ Furnariidae.